# Manuel Arriagada
Manuel Jesús Arriagada Pinto (* 12. April 1925 in Santiago; † 22. Mai 2019) war ein chilenischer Fußballspieler. Der Abwehrspieler absolvierte zwei Länderspiele für die chilenische Nationalmannschaft und wurde auf Vereinsebene 1949 chilenischer Meister.

## Karriere

### Verein
Manuel Arriagada, auch unter seinem Spitznamen Pichanga bekannt, begann seine fußballerische Profikarriere 1944 beim CF Universidad de Chile. Ab 1946 spielte der Innenverteidiger für den Santiago National FC und ging 1949 zum CD Universidad Católica. Mit den Cruzados wurde Arriagada Meister der Saison 1949. Er sicherte seinem neuen Klub den ersten Meistertitel der Vereinshistorie. Seine Karriere beendete er 1953 bei den Rangers de Talca.

### Nationalmannschaft
Manuel Arriagada absolvierte für Chile im Februar und März 1950 zwei Freundschaftsspiele gegen Bolivien. Für ein Turnier wurde er nicht nominiert.

## Erfolge
Universidad Católica
- Chilenischer Meister: 1949